# Шнейдер, Евгений Робертович
Евгений Робертович Шнейдер (3 июля 1897 — 8 января 1938) — советский учёный тунгусо-маньчжуровед, этнограф и лингвист, первый исследователь удэгейского языка.

## Биография
Родился в Красноярске, в семье инженера Роберта Ивановича Шнейдера (потомка давно обрусевших немцев, которых приглашал на работу в Россию ещё при Петре I), и Александры Александровны Шепетковской. В 1916 году с отличием окончил Красноярскую мужскую гимназию. Поступил в Томский университет. В 1920 году вместе с однокашником, также будущим учёным, Михаилом Грязновым, случайно познакомился с археологом Сергеем Теплоуховым. В 1920—1921, 1923—1925 гг. работал в экспедициях под руководством последнего в Минусинском уезде. Приглашен Теплоуховым вместе с Грязновым на работу в Петроград.
В 1924 году окончил археологическое отделение ФОН ЛГУ. До 1925 года являлся сотрудником этнографического отдела Русского музея; работал в экспедициях в Минусинском уезде (1924-25), Казахстане (1926), в низовьях Амура у самагиров и негидальцев (1927). В 1927 в составе Амурско-Уссурийской экспедиции Русского музея руководил отрядом по изучению удэгейцев. С 1932 старший научный сотрудник лингвистической секции Научно-исследовательской ассоциации Института народов Севера, где занимался созданием удэйской (удэгейской) письменности. Преподавал на географическом факультете ЛГУ. Арестован в 1937.

### Семья
Внук А. К. Шепетковского.
Дяди: Н. А. Шепетковский — городской голова Красноярска (1898—1901, 1902—1905) и А. А. Шепетковский — генерал-лейтенант.
Тетя: Е. А. Рачковская (1857—1900).
Женился на Надежде Павловне Москалик 30 мая 1924 г.
Тесть брата, А. Р. Шнейдера, — учитель и бухгалтер Николай Иустинович Попов (1843—1921) — принимал активное участие в создании Минусинского музея, его пасынки Пётр (1870—1940) и Константин (1874 — после 1937) Островских — с детских лет собирали этнографические, археологические и естественнонаучные коллекции, а в зрелые годы проводили этнографические экспедиции в Сибири и Средней Азии.